# Стужень (село)
Стужень (рос. Стужень) — село в Мантуровському районі Курської області Російської Федерації.
Населення становить 315 осіб. Входить до складу муніципального утворення Ястребівська сільрада.

## Історія
Населений пункт розташований на території українського етнічного та культурного краю Східна Слобожанщина.
Від 2004 року входить до складу муніципального утворення Ястребівська сільрада.

## Населення
| 2002 | 2010 |
| ---- | ---- |
| 481  | ↘315 |